# Bisdom Memphis
Het bisdom Memphis (Latijn: Dioecesis Memphitana in Tennesia) is een rooms-katholiek bisdom met als zetel Memphis, in de Amerikaanse staat Tennessee. Het bisdom is suffragaan aan het aartsbisdom Louisville. 

## Geschiedenis
Het bisdom werd opgericht op 20 juni 1970, uit delen van het bisdom Nashville.

## Parochies
Het bisdom had in 2021 een oppervlakte van 27.585 km2 en telde 1.580.690 inwoners waarvan 3,9% rooms-katholiek was.

## Bisschoppen
- Carroll Thomas Dozier (12 november 1970 - 27 juli 1982)
- James Francis Stafford (17 november 1982 - 3 juni 1986; kardinaal in 1998)
- Daniel Mark Buechlein (20 januari 1987 - 14 juli 1992)
- James Terry Steib (24 maart 1993 - 23 augustus 2016)
- Martin David Holley (23 augustus 2016 - 24 oktober 2018)
  - Joseph Edward Kurtz (apostolisch administrator: 24 oktober 2018 - 2 april 2019)
- David Prescott Talley (5 maart 2019 - heden)

## Galerij van afbeeldingen

Wapen van het bisdom
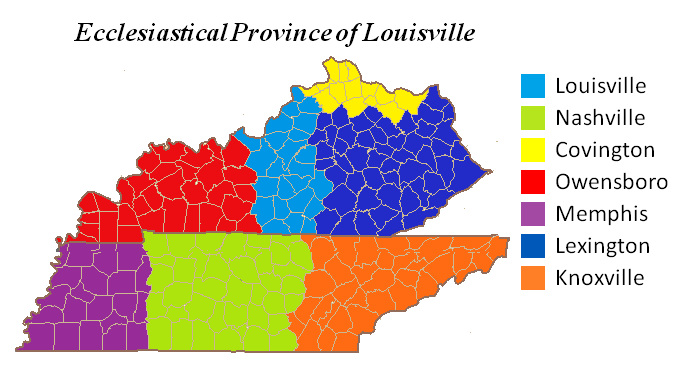
Kerkprovincie met aartsbisdom en suffragane bisdommen
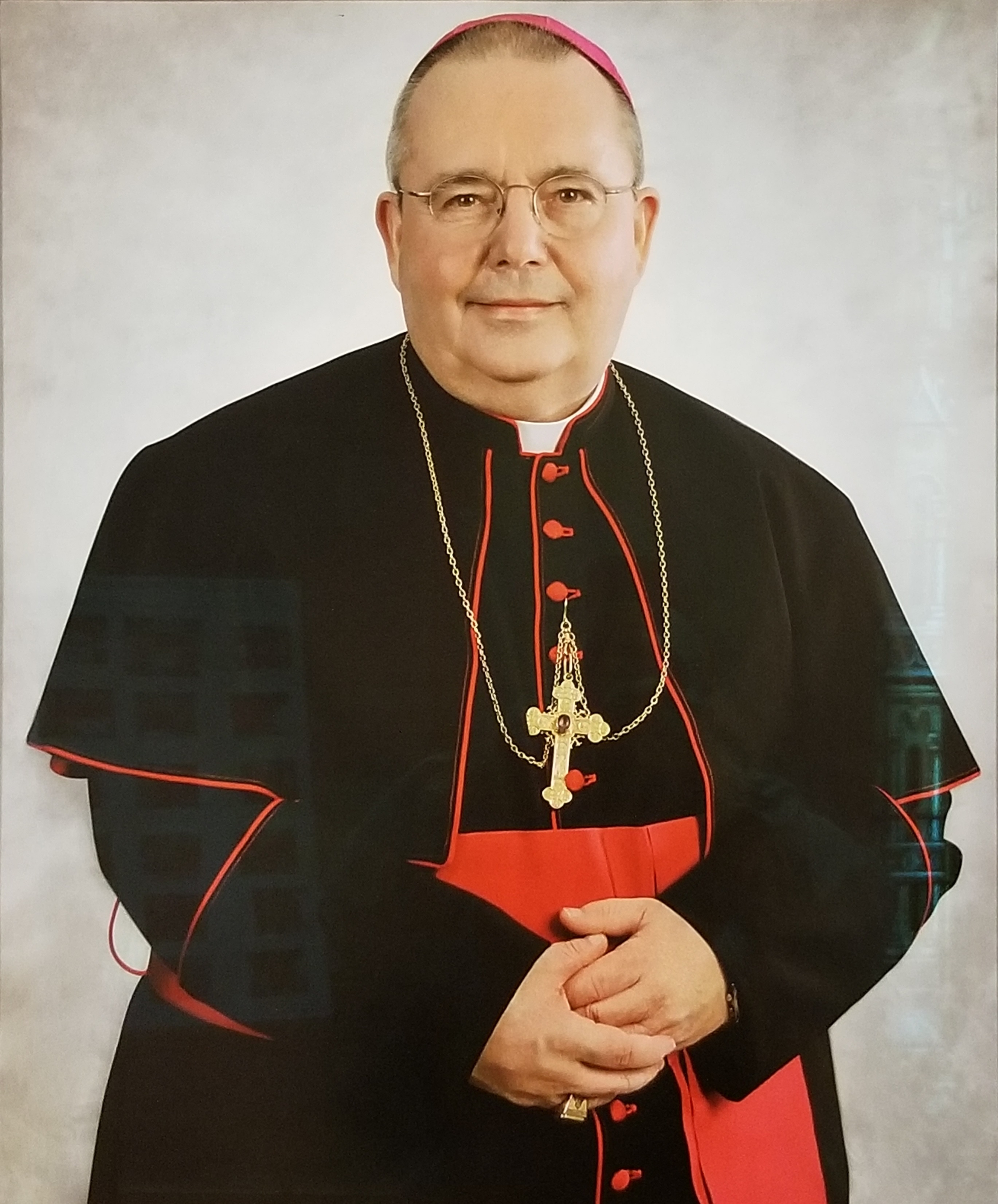
Bisschop David Talley (2019-heden)

Louisville (aartsbisdom) · Covington · Knoxville · Lexington · Memphis · Nashville · Owensboro